# Diego Antonio Barros
Diego Antonio Barros Fernández de Leiva (Santiago, 5 de noviembre de 1789 - ibídem, 12 de junio de 1853) fue un político y diplomático chileno.

## Biografía
Hijo de Manuel Barros Adonaegui y de Agustina Fernández de Leiva y Ureta. Fue propietario de la hacienda El Bajo de Renca. Contrajo primeras nupcias en 1813, en Buenos Aires, con María Martina de Arana y Adonaegui. En segundo matrimonio desposó a Manuela Urmeneta de García-Abello, en Santiago; y en terceras nupcias, a María del Carmen Valdés Larrea.
Se le confió una misión comercial a Perú en 1807. Regresó de Lima y se dirigió a La Plata. Volvió en 1812 con un cargamento de armas para el gobierno. Regresó a Buenos Aires, tras la caída de los patriotas en la batalla de Rancagua.
Una vez radicado en La Plata, fue elegido regidor. Adquirió una imprenta con Felipe Arana y en ella se imprimió El Censor, periódico que redactó fray Camilo Henríquez, fundador del periódico Aurora de Chile. Siendo vocal de la Junta Gubernativa 1816, obtuvo la libertad de los hermanos Carrera Verdugo, que habían sido hechos prisioneros.
Regresó a Chile en 1819. Se le concedió la medalla de la Legión del Mérito. Fue consejero de Estado y Jefe de la Caja Crédito hasta 1848. Nombrado también tesorero de Sociedad Nacional de Agricultura en 1838. De tendencias liberales, fue elegido diputado por Valparaíso al Congreso de 1827 y por Coelemu en 1828. En estos períodos legislativos perteneció a la Comisión permanente de Gobierno y Hacienda.
Senador por la provincia de Chiloé (1831-1840) y por Santiago (1840-1849), integró la Comisión de Gobierno, Hacienda y Artes. Fue Vicepresidente del Senado en julio de 1835 y en 1844.